# Union unabhängiger Nigrer und Sympathisanten
Die Union unabhängiger Nigrer und Sympathisanten (französisch: Union des Nigériens Indépendants et Sympathisants, Kürzel: UNIS) war eine politische Partei im französischen Überseegebiet Niger.

## Geschichte
Das Überseegebiet Niger war seit 1946 mit einem Abgeordneten in der französischen Nationalversammlung vertreten. Diesen Sitz hatte Hamani Diori von der Nigrischen Fortschrittspartei (PPN-RDA) inne. 1948 wurde Niger ein zweiter Abgeordneter zugesprochen. Der PPN-RDA war mit der Kommunistischen Partei Frankreichs verbündet und galt darum im Kontext des Kalten Kriegs als nicht verlässlich, die Interessen Frankreichs zu wahren. Jean Toby, der noch vom Vichy-Regime eingesetzte Gouverneur Frankreichs in Niger, initiierte deshalb die Gründung einer neuen Partei, die anstelle des PPN-RDA den zweiten Sitz in der Nationalversammlung gewinnen sollte.
Der Gründungskongress der Union unabhängiger Nigrer und Sympathisanten fand im Mai 1948 in Maradi statt. Die „unabhängigen Nigrer“ waren Anhänger des PPN-RDA, die der Ansicht waren, dass der Osten Nigers in der Partei unterrepräsentiert war und dass der PPN-RDA gegenüber der chefferie traditionnelle, der in die Verwaltung einbezogenen traditionellen Herrschaftsform, feindlich gesinnt war. Die „Sympathisanten“ waren Bürger aus Metropolitan-Frankreich, darunter Jean Audu, Fernand Balay und Francis Borrey, und aus anderen Gebieten Französisch-Westafrikas. Der erste Parteivorsitzende der UNIS wurde Georges Condat. Ein weiteres Gründungsmitglied war der aus dem traditionellen Herrscherhaus von Dosso stammende Issoufou Saïdou Djermakoye, der 1946 als Präsident des Zentralkomitees den PPN-RDA mitgegründet hatte. Die Partei wurde am 4. Juni 1948 offiziell anerkannt.
Die Wahl des zweiten Abgeordneten Nigers in der französischen Nationalversammlung am 27. Juni 1948 gewann Georges Condat, der sich gegen Djibo Bakary vom PPN-RDA durchsetzte. 1949 wechselte Ikhia Zodi vom PPN-RDA zur UNIS. Als am 17. Juni 1951 beide Sitze Nigers in der französischen Nationalversammlung neu gewählt wurden, gingen diese an Condat und Ikhia von der UNIS. Mohamadou Djibrilla Maïga, vormals französischer Senator und PPN-RDA-Mitglied, trat 1952 der UNIS bei. Bei den Wahlen zur Territorialversammlung am 30. März 1952 gewann die Partei alle fünfzig Sitze im nigrischen Parlament. Am 18. Mai 1952 entsandte sie Yacouba Sido als Nigers Repräsentanten in das Pariser Oberhaus.
Die pro-französische UNIS war von 1948 bis 1952 die dominierende politische Kraft in Niger. Danach durchlief sie eine Reihe von internen Krisen, die letztlich zu ihrer Auflösung führten. Georges Condat zeigte sich nicht damit einverstanden, dass die UNIS eine Zusammenarbeit mit dem PPN-RDA verweigerte, und spaltete sich deshalb 1953 mit der neuen Partei Nigrische Fortschrittliche Union (UDN) von der UNIS ab. Ikhia Zodi, der neue UNIS-Vorsitzende, äußerte sich 1954 in der Nationalversammlung kritisch zu den Maßnahmen zur Ernährungssicherheit in Niger, woraufhin die französische Verwaltung Druck auf die UNIS ausübte, sich von diesen Äußerungen zu distanzieren. Es kam zu Lagerbildungen, die darin mündeten, dass eine Reihe von UNIS-Politikern – darunter Issoufou Saïdou Djermakoye und Adamou Mayaki – die Partei 1955 verließ, um sich mit Condats UDN zu einer neuen Partei, dem Nigrischen Aktionsblock (BNA), zusammenzuschließen. Bei den Wahlen für die beiden Sitze Nigers in der Nationalversammlung am 2. Januar 1956 ging die UNIS leer aus. Der verbliebene Rumpf der Partei um Ikhia Zodi löste sich am 24. Februar 1957 selbst auf, um sich unter dem Namen Forces Démocratiques Nigériennes als nigrische Sektion der interterritorialen Convention Africaine neu zu konstituieren, die jedoch in der nigrischen Politik keine nennenswerte Rolle mehr spielte.